# Eugene Polley
Eugene J. Polley (Chicago, 29 de novembre de 1915 – Downers Grove, 20 de maig de 2012) fou un enginyer americà que treballà per a Zenith Electronics i que guanyà certa notorietat arran del seu invent del primer comandament a distància sense fil per a la televisió.